# Filmfestival van Turijn
Het Filmfestival van Turijn (internationaal bekend als Torino Film Festival, afgekort TFF) is een internationaal filmfestival, dat jaarlijks in november wordt gehouden in Turijn, Italië. Het is het op een na grootste filmfestival van Italië, na het filmfestival van Venetië.
Door de jaren heen hebben onder anderen Alberto Barbera, Stefano della Casa, Giulia d'Agnolo, Roberto Turigliatto, Nanni Moretti en Gianni Amelio het festival georganiseerd.

## Geschiedenis
Het festival werd voor het eerst gehouden in 1982 door filmcriticus en professor Gianni Rondolino. Het festival droeg toen de naam Festival Internazionale Cinema Giovani, bijgenaamd Festival of Young Cinema. Turijn bevond zich toen in een economisch dal. Het festival trok enkele bekende mensen uit zowel de Italiaanse als internationale filmindustrie. Het succes van het festival hielp Turijn er zowel op economisch als cultureel gebied op vooruit.
De eerste regisseurs van het festival waren Rondolino en Ansano Gianarelli. In 1998 werd de naam van het festival veranderd naar het huidige Internationaal filmfestival van Turijn.
In 2007 werd Nanni Moretti aangewezen als regisseur van het festival. Hij wilde het festival tot een meer internationale gelegenheid maken. Moretti stond in 2008 zijn positie als regisseur weer af om zich op zijn eigen filmcarrière te richten. Hij werd opgevolgd door Gianni Amelio.

## Bekroonde films
Op elke editie van het filmfestival wordt een prijs uitgereikt aan de beste speelfilm die dat jaar op het festival te zien is. De winnaars zijn:
| Jaar                | Titel                       | Regie                          | Land                                             |
| ------------------- | --------------------------- | ------------------------------ | ------------------------------------------------ |
| 1986 (4de editie)   | Noir et blanc               | Claire Devers                  | Frankrijk                                        |
| 1987 (5de editie)   | Die große Militärparade     | Chen Kaige                     | China                                            |
| 1988 (6de editie)   | Soha, sehol, senkinek!      | Ferenc Téglássy                | Hongarije                                        |
| 1989 (7de editie)   | The Countess                | Petar Popzlatev                | Bulgarije                                        |
| 1990 (8ste editie)  | The Love Summer of a Schlep | Lyudmil Todorov                | Bulgarije                                        |
| 1991 (9de editie)   | Brüder                      | Bakhtyar Khudojnazarov         | Sovjet-Unie                                      |
| 1992 (10de editie)  | Vacas                       | Julio Médem                    | Spanje                                           |
| 1993 (11de editie)  | Rebellen im Neonlicht       | Tsai Ming-liang                | Taiwan                                           |
| 1994 (12de editie)  | A Borrowed Life             | Wu Nien-jen                    | Taiwan                                           |
| 1995 (13de editie)  | Auf Streife                 | Ning Ying                      | China                                            |
| 1996 (14de editie)  | Regenwolken über Wu Shan    | Zhang Ming                     | China                                            |
| 1997 (15de editie)  | Clockwatchers               | Jill Sprecher                  | Verenigde Staten                                 |
| 1998 (16de editie)  | Der Flug der Biene          | Jamshed Usmonov, Min Boung-hun | Tadzjikistan / Zuid-Korea                        |
| 1999 (17de editie)  | Throne of Death             | Murali Nair                    | Verenigd Koninkrijk / India                      |
| 2000 (18de editie)  | George Washington           | David Gordon Greene            | Verenigde Staten                                 |
| 2001 (19de editie)  | Mein Stern                  | Valeska Grisebach              | Duitsland / Oostenrijk                           |
| 2002 (20ste editie) | Satin rouge                 | Raja Amari                     | Frankrijk / Tunesië                              |
| 2003 (21ste editie) | La fin du règne animal      | Joël Brisse                    | Frankrijk                                        |
| 2004 (22ste editie) | Los Muertos                 | Lisandro Alonso                | Argentinië / Nederland / Frankrijk / Zwitserland |
| 2005 (23ste editie) | Gravehopping                | Jan Cvitkovic                  | Kroatië / Slowakije                              |
| 2006 (24ste editie) | Honor de cavalleria         | Albert Serra                   | Spanje                                           |
| 2007 (25ste editie) | Garage                      | Leonard Abrahamson             | Ierland                                          |
| 2008 (26ste editie) | Tony Manero                 | Pablo Larraín                  | Chili / Brazilië                                 |
| 2009 (27ste editie) | La bocca del lupo           | Pietro Marcello                | Italië                                           |
| 2010 (28ste editie) | Winter's Bone               | Debra Granik                   | Verenigde Staten                                 |
| 2011 (29ste editie) | Á annan veg                 | Hafsteinn Gunnar Sigurðsson    | IJsland                                          |
| 2012 (30ste editie) | Shell                       | Scott Graham                   | Verenigd Koninkrijk                              |
| 2013 (31ste editie) | Club Sandwich               | Fernando Eimbcke               | Mexico                                           |
| 2014 (32ste editie) | Mange tes morts             | Jean-Charles Hue               | Frankrijk                                        |
| 2015 (33ste editie) | Keeper                      | Guillaume Senez                | België / Zwitserland / Frankrijk                 |
| 2016 (34ste editie) | The Donor                   | Qiwu Zang                      | China                                            |
| 2017 (35ste editie) | Don't Forget Me             | Ram Nehari                     | Israël / Duitsland / Frankrijk                   |
| 2018 (36ste editie) | Wildlife                    | Paul Dano                      | Verenigde Staten                                 |
| 2019 (37ste editie) | Hvítur, hvítur dagur        | Hlynur Pálmason                | IJsland                                          |
| 2020 (38ste editie) | Botox                       | Kaveh Mazaheri                 | Iran                                             |
| 2021 (39ste editie) | İki Şafak Arasında          | Selman Nacar                   | Turkije / Roemenië                               |
| 2022 (40ste editie) | Palm Trees and Power Lines  | Jamie Dack                     | Verenigde Staten                                 |
| 2023 (41ste editie) | La Palisiada                | Philip Sotnychenko             | Oekraïne                                         |
| 2024 (42ste editie) | Holy Rosita                 | Wannes Destoop                 | België                                           |